# Folketingsvalget 1939
Folketingsvalget den 3. april 1939 det sidste valg før besættelsen. Baggrunden for valget var, at der 11. marts var vedtaget et forslag til ny grundlov, og ifølge den gældende grundlov så skulle et forslag til ny grundlov vedtages igen af en ny rigsdag, førend det kunne sendes til folkeafstemning. Derfor var det praktisk, at udskrive valget straks i stedet for at vente helt til valgperiodens udløb.
| Partier                      | Partiformand                             | Stemmer                                  | Pct. af stemmetal                        | Mandater                                 | +/-                                      |
| ---------------------------- | ---------------------------------------- | ---------------------------------------- | ---------------------------------------- | ---------------------------------------- | ---------------------------------------- |
| Socialdemokratiet            | Thorvald Stauning                        | 729.619                                  | 42,9%                                    | 64                                       | -4                                       |
| Venstre                      | Thomas Madsen-Mygdal                     | 309.355                                  | 18,2%                                    | 30                                       | +2                                       |
| Det Konservative Folkeparti  | John Christmas Møller                    | 301.625                                  | 17,8%                                    | 26                                       | -                                        |
| Det Radikale Venstre         | Peter Munch                              | 161.834                                  | 9,5%                                     | 14                                       | -                                        |
| Bondepartiet                 | Valdemar Thomsen                         | 50.829                                   | 3,0%                                     | 4                                        | -1                                       |
| Danmarks Kommunistiske Parti | Aksel Larsen                             | 40.893                                   | 2,4%                                     | 3                                        | +1                                       |
| Danmarks Retsforbund         | Viggo Starcke                            | 33.783                                   | 2,0%                                     | 3                                        | -1                                       |
| DNSAP                        | Frits Clausen                            | 31.032                                   | 1,8%                                     | 3                                        | +3                                       |
| Nationalt Samvirke           | Victor Pürschel                          | 17.350                                   | 1,0%                                     | 0                                        | Nyt Parti                                |
| Slesvigsk Parti              | Jens Møller                              | 15.016                                   | 0,9%                                     | 1                                        | -                                        |
| Dansk Samling                | Arne Sørensen                            | 8.553                                    | 0,5%                                     | 0                                        | Nyt Parti                                |
| Valgdeltagelse               | 79,2%                                    | 79,2%                                    | 79,2%                                    | 79,2%                                    | 79,2%                                    |
| Kilde                        | Hvem Hvad Hvor 1940 Danmarkshistorien.dk | Hvem Hvad Hvor 1940 Danmarkshistorien.dk | Hvem Hvad Hvor 1940 Danmarkshistorien.dk | Hvem Hvad Hvor 1940 Danmarkshistorien.dk | Hvem Hvad Hvor 1940 Danmarkshistorien.dk |

1. ↑  Tidligere "Frie Folkeparti"

(+/-) – Forskellen af antal pladser i Folketinget i forhold til fordelingen ved forrige valg.